# 笠松

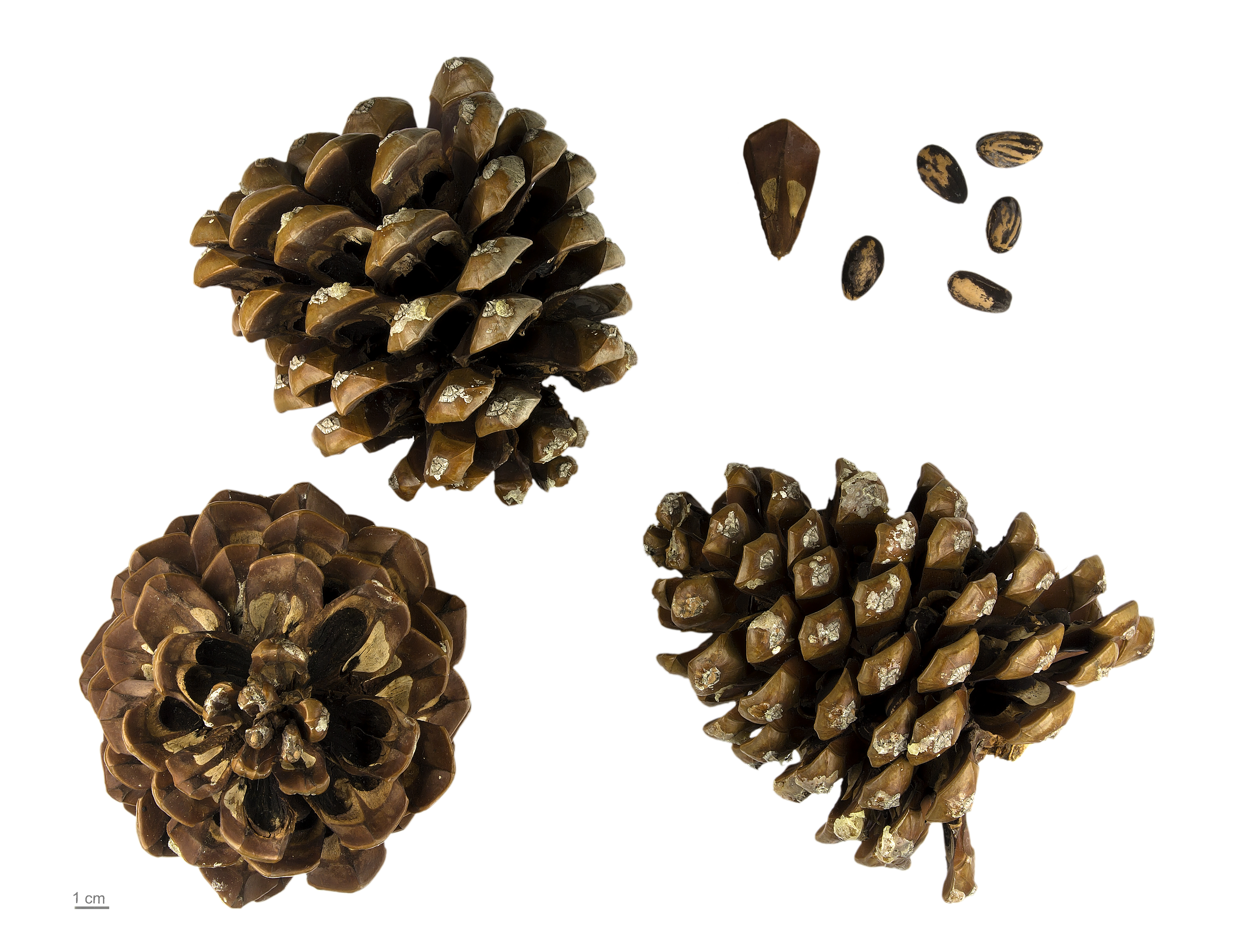
笠松松果

笠松（學名：Pinus pinea），也被稱為意大利石松、意大利傘松、意大利五针松。原產於地中海地區，分佈在南歐，北非和地中海東部。笠松自史前時代已被用於種植食用松子。現代作為觀賞樹，在世界各地普遍種植在花園和公園。

## 分佈

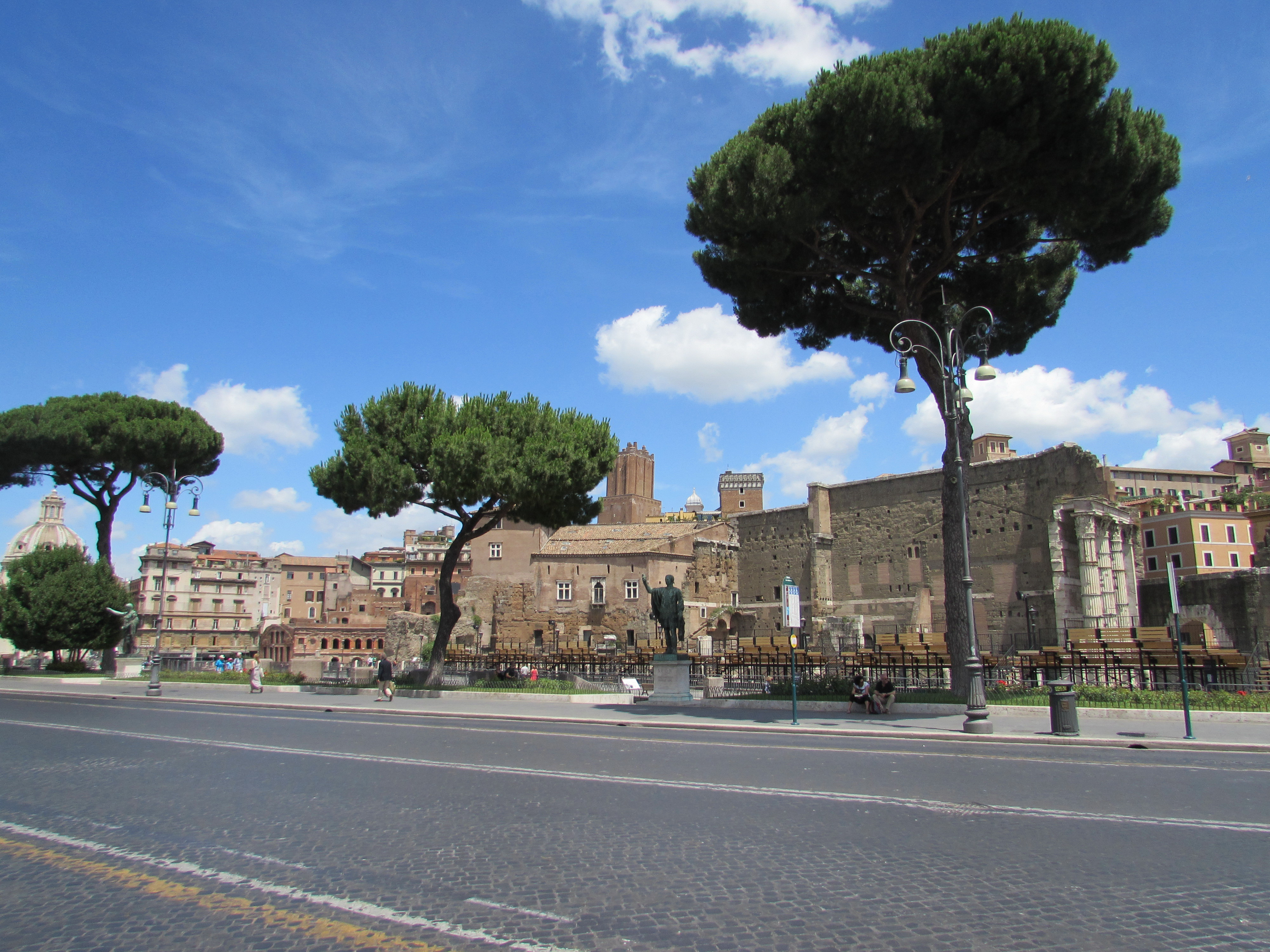
羅馬帝国广场大道的笠松

笠松分佈在意大利，法國，葡萄牙，西班牙（巴利阿里群島），阿爾巴尼亞，塞浦路斯，希臘，黎巴嫩，土耳其。

## 特性
笠松是一種常綠喬木，可生長到超過25米（82英尺），但通常只生長到12-20米（39-66英尺），花雌雄同株。成年時樹形呈傘形，因此又被稱為意大利傘松。喜排水良好的土壤，可以生長在貧瘠的土壤中。強陽性樹種，它喜歡乾燥或潮濕的土壤，並能忍受乾旱及強風。其種子也可作為松子之一。

## 延伸阅读
- 地中海松